# Zapasy na Letnich Igrzyskach Olimpijskich 2000 – kategoria do 54 kg w stylu wolnym
Zmagania mężczyzn do 54 kg to jedna z ośmiu męskich konkurencji w zapasach w stylu wolnym rozgrywanych podczas Letnich Igrzysk Olimpijskich 2000. Pojedynki w tej kategorii wagowej odbyły się w dniach 28 – 30 września.

## Klasyfikacja[1]
| Pozycja | Nazwisko                   | Kraj              |
| ------- | -------------------------- | ----------------- |
| 1       | Namiq Abdullayev           | Azerbejdżan       |
| 2       | Sammie Henson              | Stany Zjednoczone |
| 3       | Amiran Karndanof           | Grecja            |
| 4       | Gierman Kontojew           | Białoruś          |
| 5       | Ołeksandr Zacharuk         | Ukraina           |
| 6       | Mäulen Mamyrow             | Kazachstan        |
| 7       | Vitalie Railean            | Mołdawia          |
| 8       | Adhamjon Ochilov           | Uzbekistan        |
| 9       | Jin Ju-dong                | Korea Północna    |
| 10      | Chikara Tanabe             | Japonia           |
| 11      | Nurdin Donbajew            | Kirgistan         |
| 12      | Leonid Czuczunow           | Rosja             |
| 13      | Behnam Tajjebi             | Iran              |
| 14      | Wilfredo García            | Kuba              |
| 15      | Vasilij Zeiher             | Niemcy            |
| 16      | Tümendemberlijn Dzüünbajan | Mongolia          |
| 17      | Mun Myeong-sik             | Korea Południowa  |
| 18      | Martin Liddle              | Nowa Zelandia     |
| 19      | Iwan Conow                 | Bułgaria          |

## Zasady[2]
- PP — Na punkty (Pokonany zdobył punkty)
- PO — Na punkty (Pokonany bez punktów)
- ST — Przewaga (10 punktów różnicy, pokonany bez punktów)
- SP — Przewaga (10 punktów różnicy, pokonany zdobył punkty)

## Wyniki[3]

### Rundy eliminacyjne

#### Grupa 1
| Zawodnik       | Walki | W | P | Punkty | Punkty techniczne |
| -------------- | ----- | - | - | ------ | ----------------- |
| Sammie Henson  | 2     | 2 | 0 | 7      | 19                |
| Chikara Tanabe | 2     | 1 | 1 | 4      | 9                 |
| Mun Myeong-sik | 2     | 0 | 2 | 1      | 2                 |

|                | Punkty techniczne |                | Wynik  |
| -------------- | ----------------- | -------------- | ------ |
| Mun Myeong-sik | 2–8               | Chikara Tanabe | 1–3 PP |
| Sammie Henson  | 10–0              | Mun Myeong-sik | 4–0 ST |
| Chikara Tanabe | 1–9               | Sammie Henson  | 1–3 PP |

#### Grupa 2
| Zawodnik           | Walki | W | P | Punkty | Punkty techniczne |
| ------------------ | ----- | - | - | ------ | ----------------- |
| Ołeksandr Zacharuk | 2     | 2 | 0 | 7      | 13                |
| Leonid Czuczunow   | 2     | 1 | 1 | 4      | 4                 |
| Iwan Conow         | 2     | 0 | 2 | 0      | 0                 |

|                    | Punkty techniczne |                    | Wynik  |
| ------------------ | ----------------- | ------------------ | ------ |
| Leonid Czuczunow   | 0–3               | Ołeksandr Zacharuk | 0–3 PO |
| Iwan Conow         | 0–4               | Leonid Czuczunow   | 0–4 TO |
| Ołeksandr Zacharuk | 10–0              | Iwan Conow         | 4–0 ST |

#### Grupa 3
| Zawodnik         | Walki | W | P | Punkty | Punkty techniczne |
| ---------------- | ----- | - | - | ------ | ----------------- |
| Mäulen Mamyrow   | 2     | 2 | 0 | 6      | 18                |
| Adhamjon Ochilov | 2     | 1 | 1 | 4      | 14                |
| Vasilij Zeiher   | 2     | 0 | 2 | 2      | 3                 |

|                  | Punkty techniczne |                  | Wynik  |
| ---------------- | ----------------- | ---------------- | ------ |
| Adhamjon Ochilov | 9–2               | Vasilij Zeiher   | 3–1 PP |
| Mäulen Mamyrow   | 10–5              | Adhamjon Ochilov | 3–1 PP |
| Vasilij Zeiher   | 1–8               | Mäulen Mamyrow   | 1–3 PP |

#### Grupa 4
| Zawodnik         | Walki | W | P | Punkty | Punkty techniczne |
| ---------------- | ----- | - | - | ------ | ----------------- |
| Gierman Kontojew | 2     | 1 | 1 | 5      | 9                 |
| Nurdin Donbajew  | 2     | 1 | 1 | 4      | 6                 |
| Wilfredo García  | 2     | 1 | 1 | 3      | 5                 |

|                  | Punkty techniczne |                  | Wynik  |
| ---------------- | ----------------- | ---------------- | ------ |
| Wilfredo García  | 4–1               | Nurdin Donbajew  | 3–1 PP |
| Gierman Kontojew | 7–1               | Wilfredo García  | 4–0 TO |
| Nurdin Donbajew  | 5–2               | Gierman Kontojew | 3–1 PP |

#### Grupa 5
| Zawodnik         | Walki | W | P | Punkty | Punkty techniczne |
| ---------------- | ----- | - | - | ------ | ----------------- |
| Namiq Abdullayev | 2     | 2 | 0 | 7      | 16                |
| Jin Ju-dong      | 2     | 1 | 1 | 4      | 10                |
| Martin Liddle    | 2     | 0 | 2 | 0      | 0                 |

|                  | Punkty techniczne |                  | Wynik  |
| ---------------- | ----------------- | ---------------- | ------ |
| Namiq Abdullayev | 6–0               | Jin Ju-dong      | 3–0 PO |
| Martin Liddle    | 0–10              | Namiq Abdullayev | 0–4 ST |
| Jin Ju-dong      | 10–0              | Martin Liddle    | 4–0 ST |

#### Grupa 6
| Zawodnik                   | Walki | W | P | Punkty | Punkty techniczne |
| -------------------------- | ----- | - | - | ------ | ----------------- |
| Amiran Karndanof           | 3     | 3 | 0 | 10     | 21                |
| Vitalie Railean            | 3     | 2 | 1 | 8      | 15                |
| Behnam Tajjebi             | 3     | 1 | 2 | 4      | 4                 |
| Tümendemberlijn Dzüünbajan | 3     | 0 | 3 | 1      | 6                 |

|                            | Punkty techniczne |                  | Wynik  |
| -------------------------- | ----------------- | ---------------- | ------ |
| Tümendemberlijn Dzüünbajan | 2–3               | Behnam Tajjebi   | 1–3 PP |
| Vitalie Railean            | 1–4               | Amiran Karndanof | 1–3 PP |
| Tümendemberlijn Dzüünbajan | 4–12              | Vitalie Railean  | 0–4 TO |
| Behnam Tajjebi             | 0–7               | Amiran Karndanof | 0–3 PO |
| Tümendemberlijn Dzüünbajan | 0–10              | Amiran Karndanof | 0–4 ST |
| Behnam Tajjebi             | 1–2               | Vitalie Railean  | 1–3 PP |

### Runda finałowa
|  | Ćwierćfinały       | Ćwierćfinały       | Ćwierćfinały |  |  | Półfinały        | Półfinały        | Półfinały        |   |               | Finał            | Finał            | Finał           |
|  |                    |                    |              |  |  |                  |                  |                  |   |               |                  |                  |                 |
|  | Sammie Henson      | Sammie Henson      | 8            |  |  |                  |                  |                  |   |               |                  |                  |                 |
|  | Ołeksandr Zacharuk | Ołeksandr Zacharuk | 4            |  |  | Sammie Henson    | Sammie Henson    | 3                |   |               |                  |                  |                 |
|  | Mäulen Mamyrow     | Mäulen Mamyrow     | 2            |  |  | Gierman Kontojew | Gierman Kontojew | 0                |   |               |                  |                  |                 |
|  | Gierman Kontojew   | Gierman Kontojew   | 4            |  |  |                  |                  |                  |   | Sammie Henson | Sammie Henson    | 3                |                 |
|  |                    |                    |              |  |  |                  | Namiq Abdullayev | Namiq Abdullayev | 4 |               |                  |                  |                 |
|  |                    |                    |              |  |  | Namiq Abdullayev | Namiq Abdullayev | 5                |   |               |                  |                  |                 |
|  |                    |                    |              |  |  | Amiran Karndanof | Amiran Karndanof | 3                |   |               | o brązowy medal  | o brązowy medal  | o brązowy medal |
|  |                    |                    |              |  |  |                  |                  |                  |   |               |                  |                  |                 |
|  |                    |                    |              |  |  |                  |                  |                  |   |               | Gierman Kontojew | Gierman Kontojew | 4               |
|  |                    |                    |              |  |  |                  |                  |                  |   |               | Amiran Karndanof | Amiran Karndanof | 5               |

|  |                    |                    |   |
|  | o 5 miejsce        |                    |   |
|  |                    |                    |   |
|  |                    |                    |   |
|  |                    |                    |   |
|  | Ołeksandr Zacharuk | Ołeksandr Zacharuk | 8 |
|  | Ołeksandr Zacharuk | Ołeksandr Zacharuk | 8 |
|  | Mäulen Mamyrow     | Mäulen Mamyrow     | 1 |
|  | Mäulen Mamyrow     | Mäulen Mamyrow     | 1 |
|  |                    |                    |   |